# Eva Moreda
Eva Maria Moreda Gabaldón (Palma, 7 d'abril de 1978), també coneguda com a Eva Moreda, és una corredora de muntanya mallorquina.
Va començar a fer atletisme l'any 1990, participant als 14 anys als campionats d'Espanya de camp a través i mig fons en pista. Va iniciar-se a les curses de muntanya l'any 2010 a l'Osan Cross Mountain de 17 km i 1000 m de desnivell fent el 8é lloc. Des de llavors ha anat en progressió aconseguint els anys 2012, 2013 i 2014 el subcampionat de la copa d'Espanya de curses per muntanya de la FEDME; al 2015, 10é lloc al Campionat d'Europa de curses per muntanya ISF i 10é lloc a la copa del món de Skyrunning ISF i fent l'any 2016 subcampiona al Campionat d'Espanya d'Ultra Trail i subcampiona al Campionat del Món de curses de muntanya ISF en la modalitat d'Ultra Skymarathon.
Pertany al club esportiu Garden Hotels. Ha estat membre del club esportiu de muntanya Sa Milana-Alaró, i ha participat amb les seleccions balear i l'andalusa de curses de muntanya.
És infermera i practica també altres activitats de muntanya com l'escalada, barranquisme, bicicleta tot terreny, esquí de muntanya, alpinisme.

## Resultats seleccionats[calcitació]
- 2010
  - 8é lloc a Osan Cross Mountain
- 2011
  - Campiona de Balears (1ª Mancor Xtrem)
- 2012
  - 3r lloc a la Haria Extreme (Copa d'Espanya)
  - 2n lloc a la Zumaia Flysch Trail (Copa d'Espanya)
  - 3r lloc al Trail Rae Otañes (Copa d'Espanya)
  - 2n lloc a la Copa d'Espanya
- 2013
  - 3r lloc al Trail Rae Otañes (Copa d'Espanya)
  - 11é lloc a la KV Cara Amón (Copa del Món/(Copa d'Espanya)
  - 3r lloc a la Haria Extreme (Copa d'Espanya)
  - 10é lloc a la Vallibierna SkyMarathon (Campionat d'Espanya) 
  - 3r lloc a la Zumaia Flysch Trail (Copa d'Espanya)[2]
  - 2n lloc a La Sagra SkyRace (Copa d'Espanya)
  - 2n lloc a la Copa d'Espanya
  - 4t lloc a la KV Puig Campana (Campionat d'Espanya KV)
- 2014
  - 3r lloc a la Marató la Vall del Congost (Copa d'Espanya)
  - 7é lloc a la KV a Oturia (Copa d'Espanya KV)
  - 4t lloc al Trail Cara los Tajos (Copa d'Espanya)
  - 11é lloc a la Zegama-Aizkorri (Copa del Món Sky)
  - 6é lloc a la Vallibierna Skyrace (Copa d'Espanya) 
  - 3r lloc a la Zumaia Flysch Trail (Copa d'Espanya) 
  - 12é lloc als Dolomites SkyRace (Copa del Món Sky)
  - 17é lloc a la Sierre Zinal (Copa del Món Sky) 
  - 10é lloc a la Matterhorn Ultraks Trail (Copa del Món Sky) 
  - 2n lloc a la Haria Extrem (Copa d'Espanya)
  - 2n lloc a la Copa d'Espanya
- 2015
  - 7é lloc al Trail Cara los Tajos (Campionat d'Espanya)
  - 10é lloc a la Zegama-Aizkorri (Campionat d'Europa) 
  - 11é lloc a la KV Fuente Dé (Campionat d'Espanya KV) 
  - 16é lloc als Dolomites Skyrace (Copa del Món Sky)
  - 11é lloc a la Matterhorn Ultraks. Suiza (Copa del Món Sky)
  - 9é lloc a The Rut. 25K. Montana (Copa del Món Sky) 
  - 12é lloc al Limon Extrem. Italia (Copa del Món Sky) 
  - 10é lloc a la Copa del Món Sky
- 2016
  - 2n lloc al Ultra Montseny (Campionat d'Espanya Ultra)
  - 8é lloc a la Zegama Akizkorri. (Copa del Món Sky) 
  - 5é lloc al Maratón Alpino Madrileño (Campionat d'Espanya) 
  - 2n lloc a la Pierra Menta d'Été. Italia. (Parelles mixtes)